# Voitsberg

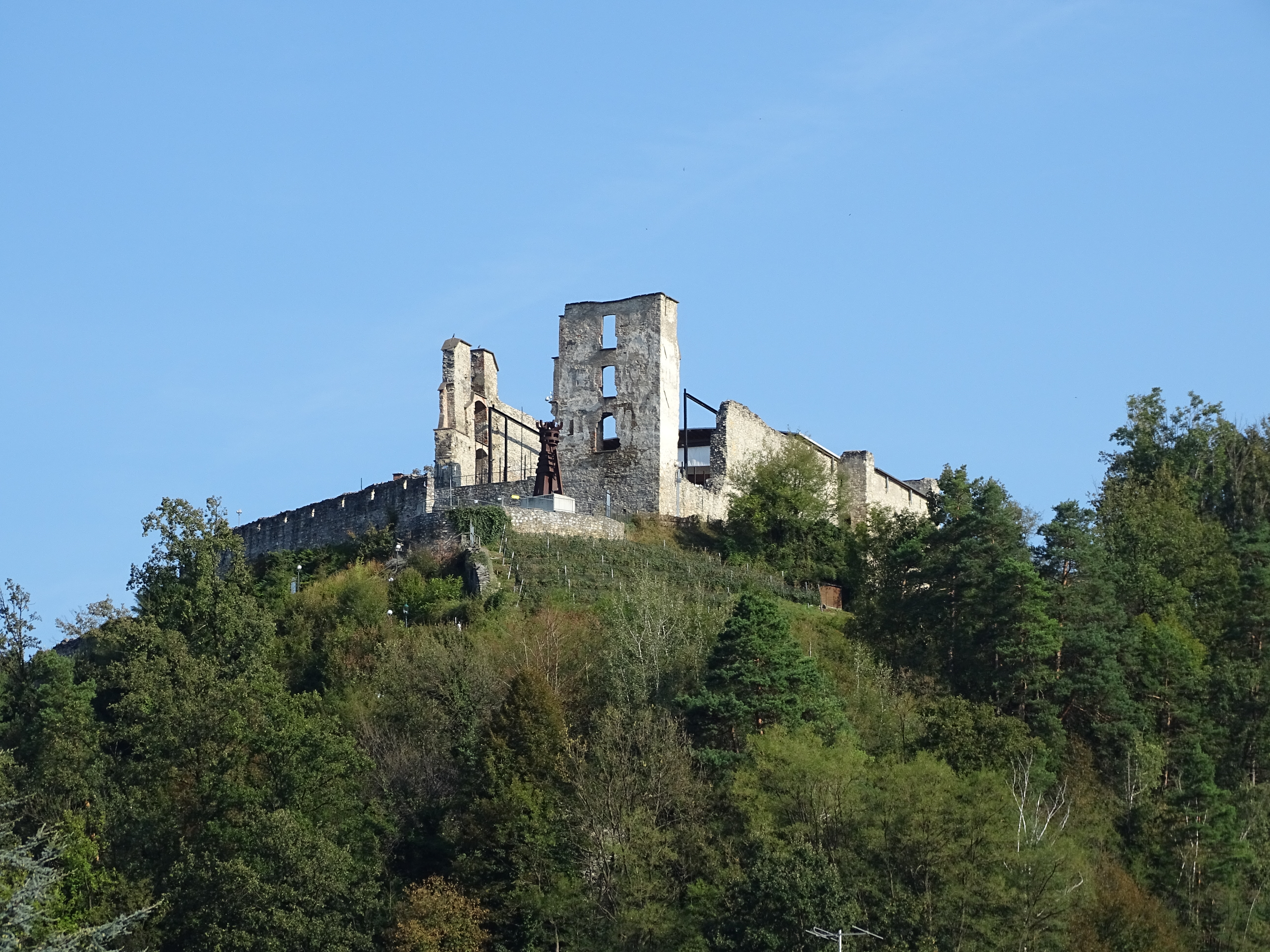
Ruine der Burg Obervoitsberg

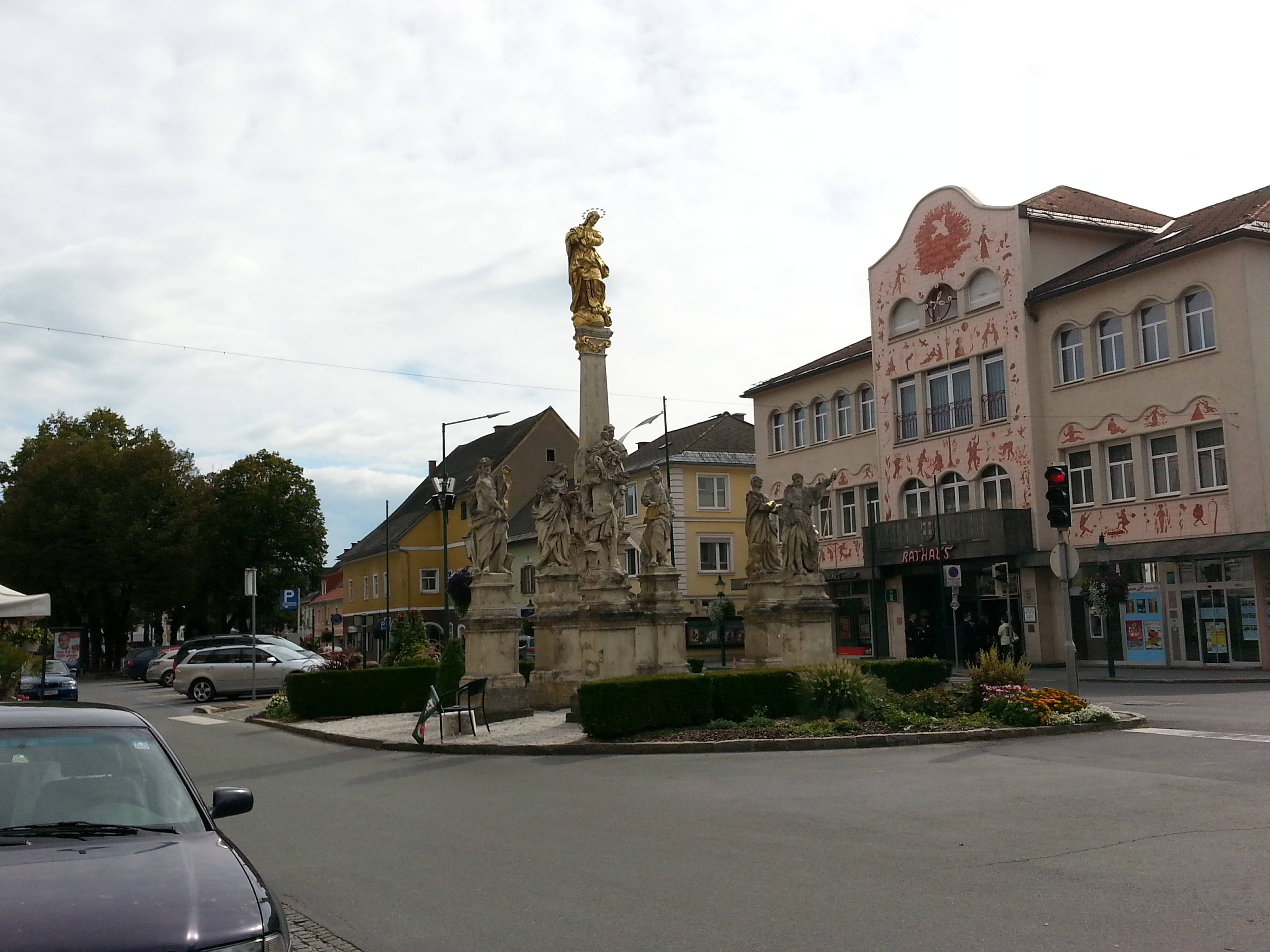
Blick auf den Hauptplatz von Voitsberg mit der Mariensäule und dem Rathaus

Voitsberg, Sitz der Bezirkshauptmannschaft des Bezirkes Voitsberg in der Steiermark mit 9547 Einwohnern (Stand 1. Jänner 2025), erstreckt sich eingebettet in einem ehemaligen Bergbaugebiet inmitten des weststeirischen Berg- und Hügellandes über eine Fläche von 28,54 km².

## Geographie
Die Stadtgemeinde Voitsberg liegt im westlichen Teil des Bezirkes Voitsberg, etwa 17 Kilometer westlich der Landeshauptstadt Graz. Die Stadt liegt in einer Talebene am südlichen Ende des Großraumes des oberen Gradner- und Kainachtales. Das ehemalige Stadtzentrum lag am Tregistbach, rund um die Margarethenkirche. In der Mitte des 12. Jahrhunderts verlagerte sich das Siedlungszentrum jedoch in den Bereich zwischen der neu errichteten Burg Obervoitsberg und der Kainach. Das Stadtgebiet wird von Nordwesten nach Südosten hin von der Kainach durchflossen. Im Südwesten bildet die Teigitsch die Gemeindegrenze zu Krottendorf-Gaisfeld.
Die Fläche der Stadtgemeinde beträgt 28,62 km², von denen 20,02 km² (Stand 2010) als land- und forstwirtschaftliche Nutzfläche genutzt werden. Das Stadtzentrum liegt auf einer Seehöhe von 394 Metern, während der Kobererkogel mit 606 Metern den höchsten Punkt im Stadtgebiet darstellt.

### Gemeindegliederung
Die Stadtgemeinde gliedert sich in acht Katastralgemeinden, welche teilweise bis in das 20. Jahrhundert hinein eigenständige Gemeinden waren, sowie die Ortschaft Voitsberg. Im südöstlichen Teil der Gemeinde befindet sich die Siedlung Krems. Daneben gibt es die drei Rotten Lobming, Tregist und Teigitschgraben im Westen, Nordwesten und Süden der Stadt. Weiters wird das Gebiet der Katastralgemeinde Voitsberg Vorstadt südlich der ehemaligen Stadtmauer als Grazer Vorstadt und nördlich der ehemaligen Stadtmauer als Judenburger Vorstadt bezeichnet.
Die acht Katastralgemeinden (Fläche Stand 31. Dezember 2023) sind:
| 1. Voitsberg Stadt (14,09 ha) 2. Voitsberg Vorstadt (173,89 ha) 3. Tregist (492,42 ha) 4. Lobmingberg (425,55 ha) 5. Lobming (449,03 ha) 6. Thallein (317,47 ha) 7. Arnstein (397,26 ha) 8. Kowald (584,44 ha) | Lage der Katastralgemeinden von Voitsberg |

### Nachbargemeinden
An die Stadt Voitsberg grenzen im Uhrzeigersinn folgende Städte, Gemeinden und Ortschaften: im Norden die Stadt Bärnbach mit dem Stadtteil Mitterdorf, der Peter Leitner-Siedlung sowie den Ortsteilen Tregisttal und Lichtenegg, im Nordosten und Osten die Marktgemeinde Stallhofen mit den Ortschaften Aichegg, Stallhofen und Muggauberg, im Süden die Gemeinde Krottendorf-Gaisfeld mit den Ortschaften Muggauberg, Gasselberg und Gaisfeld, im Südwesten die Gemeinde Sankt Martin am Wöllmißberg mit den Ortschaften Großwöllmiß und Kleinwöllmiß und im Westen die Gemeinde Rosental an der Kainach mit den Ortsteilen Rosental-Puchbach, Hörgas und Rosental an der Kainach.

### Eingemeindungen
Im Laufe des 20. Jahrhunderts wurden insgesamt fünf bis dahin eigenständige Gemeinden in die Stadtgemeinde Voitsberg eingegliedert. Den Anfang machte am 1. Jänner 1951 Tregist. Die restlichen vier Gemeinden Arnstein, Kowald, Lobming und Lobmingberg folgten am 1. Jänner 1968 nach. Die frühere Gemeinde Thallein war zuvor bereits im Jahr 1946 nach Lobming eingemeindet worden. Alle früher eigenständigen Gemeinden blieben als Katastralgemeinden erhalten.

### Weitere Pläne
Anfang Juni 2018 wurde bekannt, dass Voitsberg und seine Nachbargemeinde Bärnbach auf freiwilliger Basis per Ende 2019 zu fusionieren plante, der geplante Name der neuen Gemeinde lautete Voitsberg-Bärnbach.
Auch eine zusätzliche Inklusion der Städte/Orte Köflach, Rosental und Maria Lankowitz wurde im Juni 2018 diskutiert – diese Idee für eine Weststeiermark City ist schon älter. Schon die Fusion von – gereiht nach Einwohnerzahlen – Köflach, Voitsberg und Rosental würde mit 25.000 Einwohnern die nach Graz zweitgrößte Stadt der Steiermark entstehen lassen.
Die geplante Fusion scheiterte am Ergebnis der Bürgerbefragung. Während die Bevölkerung von Voitsberg für eine Zusammenlegung der beiden Gemeinden stimmten, waren die Bärnbacher Bürger großteils dagegen.

## Geologie
Das Gebiet um Voitsberg gehört geologisch zum Weststeirischen Becken und liegt an dessen nordwestlichen Rand. Es wird von Schichten aus dem Miozän, welche über den kristallinen Schichten des Kainacher Gosaus und Abfolgen des Grazer Paläozoikums liegen, dominiert. Diese miözänen Schichten weisen tiefgründige und teilweise mit Verwitterungsschutt durchsetzte Roterdböden und Konglomerate aus Kalk auf. Das Weststeirische Becken kann um Voitsberg in mehrere schmale Grundgebirgsmulden und Schwellen unterteilt werden, die alle zwischen 100 und 300 Meter tief sind.
Voitsberg gehört zur Köflach/Voitsberg-Formation, welche teilweise von einem Tuffhorizont durchzogen ist und größere, abbauwürdige Flöze an Braunkohle führt. Der Tuffhorizont ist etwa 16 Millionen Jahre alt und entstand aus Vulkanasche, welche durch Wind aus der Region um Bad Gleichenberg hierher verweht worden ist. Die Braunkohle bildete sich limnisch, also in der Umgebung eines Süßwassersees und stammt aus der Zeit des Ottnangiums. In den Katastralgemeinden Arnstein und Kowald treten zudem Magnetit führende und stark mit zersetztem Glimmerschiefer und Quarz durchsetzte Lagerstätten auf. In Arnstein ist der Magnetit an Marmorzüge gebunden. In Lobmingberg findet man rund 13 bis 16,5 Millionen Jahre alte sandige Schotterablagen aus dem Jungtertiär.

## Klima
In der Gemeinde Voitsberg herrscht ein kontinental geprägtes, kühlgemäßigtes Klima vor, welches einerseits durch die markante Beckenlage andererseits aber auch durch die geschützte Lage an den Ausläufern eines Randgebirges beeinflusst wird. Das Winterhalbjahr zeichnet sich durch eine ausgesprochene Windarmut aus, wobei die Hauptwindrichtungen stark von den tagesperiodischen Talauswinden abhängen. Die Region weist zudem eine erhöhte Neigung zur Bildung von Talnebel auf.
Über das ganze Jahr verteilt kann es zu deutlichen Niederschlägen kommen, wobei das Maximum im Sommer und das Minimum im Winter liegt. Der durchschnittliche jährliche Niederschlag liegt bei 912 mm. Niederschlagärmster Monat ist der Jänner mit einer Niederschlagsmenge von 36 mm. Dem gegenüber steht der Juli, welcher mit einem Durchschnitt von 127 mm der niederschlagreichste Monat ist. Die Jahresmitteltemperatur liegt bei 8,0 °C. Der wärmste Monat ist der Juli mit durchschnittlichen 18,4 °C. Im Jänner, dem kältesten Monat, beträgt die Durchschnittstemperatur −3,4 °C.
|                        | Jan  | Feb  | Mär  | Apr  | Mai  | Jun  | Jul  | Aug  | Sep  | Okt  | Nov  | Dez  |   |      |
| Mittl. Temperatur (°C) | −3,4 | −1,2 | 3,5  | 8,3  | 13,4 | 16,8 | 18,4 | 17,7 | 13,6 | 8,2  | 2,7  | −1,8 | ⌀ | 8,1  |
| Mittl. Tagesmax. (°C)  | 0,4  | 3,3  | 8,7  | 14,0 | 19,3 | 22,7 | 24,7 | 23,8 | 19,5 | 13,2 | 6,2  | 1,3  | ⌀ | 13,1 |
| Mittl. Tagesmin. (°C)  | −7,2 | −5,7 | −1,7 | 2,7  | 7,6  | 11,0 | 12,2 | 11,6 | 7,8  | 3,3  | −0,7 | −4,8 | ⌀ | 3,1  |
|                        |      |      |      |      |      |      |      |      |      |      |      |      |   |      |
| Niederschlag (mm)      | 36   | 41   | 52   | 61   | 92   | 122  | 127  | 112  | 85   | 70   | 69   | 45   | Σ | 912  |

| −7,2 |

| −5,7 |

| −1,7 |

| 2,7 |

| 7,6 |

| 11,0 |

| 12,2 |

| 11,6 |

| 7,8 |

| 3,3 |

| −0,7 |

| −4,8 |

| −7,2 |

| −5,7 |

| −1,7 |

| 2,7 |

| 7,6 |

| 11,0 |

| 12,2 |

| 11,6 |

| 7,8 |

| 3,3 |

| −0,7 |

| −4,8 |

| N i e d e r s c h l a g | 36  | 41  | 52  | 61  | 92  | 122 | 127 | 112 | 85  | 70  | 69  | 45  |
|                         | Jan | Feb | Mär | Apr | Mai | Jun | Jul | Aug | Sep | Okt | Nov | Dez |

## Geschichte
Ur- und Frühgeschichte
Die ältesten Funde, die von einer zumindest kurzzeitigen menschlichen Besiedelung oder von Jagdstationen im Raum Voitsberg zeugen, wurden in Höhlen am Zigöllerkogel bei Köflach gefunden und können auf ein Alter von 20000 bis 25000 Jahre, also in die Jungsteinzeit datiert werden. Weitere Belege für eine jungsteinzeitliche Besiedelung der Gegend sind eine in der Kainach sowie eine weitere in Geistthal gefundene Rundnackenaxt, ein am Mandelkogel in Gallmannsegg aufgefundenes Flachbeil sowie ein Keulenkopf aus Södingberg. Aus der Zeit zwischen 4500 und 2300 vor Christus lassen sich mehrere kupfer- und bronzezeitliche Höhensiedlungen im Raum Voitsberg nachweisen, wie etwa die Höhensiedlung am Wartenstein oder am Heiligen Berg. Die Bewohner dieser Siedlungen betrieben bereits Pflanzenbau und Viehzucht. Zu Beginn der Hallstattzeit wurden die Höhensiedlung aus unbekannten Gründen aufgegeben, es existierte aber weiterhin eine Bevölkerung in diesem Gebiet. Erst aus der Latènezeit lassen sich wieder größere Siedlungen nachweisen.
Aus dem Gemeindegebiet von Voitsberg gibt es kaum Funde, welche sicher auf eine vorgeschichtliche Zeit datiert werden können. Ein heute nicht mehr auffindbares durchlochtes Steingerät sowie weitere in Tregist gefundene Steingeräte könnten aus der Jungsteinzeit oder der Kupferzeit stammen, lassen sich aber auch aufgrund von fehlenden Fundortangaben nicht sicher zuordnen. Die ältesten, zeitlich sicher zuordenbare Funde aus Voitsberg sind zwei eiserne Lanzenspitzen aus der Latènezeit. Einige bei der Burg Krems gefundene Keramikstücke aus dem 4. und 3. Jahrhundert vor Christus lassen auf eine Siedlung schließen, deren genaue Lage jedoch nicht bekannt ist. Das Fehlen von urzeitlichen Funden im Gemeindegebiet lässt sich damit erklären, dass es bisher, mit Ausnahme einiger kleineren Untersuchungen an den Kirchen und Burgen im Stadtgebiet, keine wissenschaftlichen Grabungen gab und sämtliche Funde aus jener Zeit Zufallsfunde beim Bergbau oder Bauarbeiten sind.
Römerzeit und Frühmittelalter
Das Gebiet um das heutige Voitsberg wurde in vorrömischer Zeit vom keltischen Volk der Noriker besiedelt. Das Siedlungsgebiet der Noriker wurde von den Römern erobert und war ab dem Jahr 15 vor Christus tributpflichtig sowie ab etwa 50 nach Christus Teil der römischen Provinz Noricum. Das Gebiet um Voitsberg wurde Teil des Landbezirkes von Flavia Solva und dürfte etwa ab den Beginn des 2. Jahrhunderts von den Römern besiedelt worden sein. Bei den Siedlern handelte es sich Großteils um Handwerker und Kaufleute sowie um ausgediente Soldaten, welche die Romanisierung des Landstriches förderten. Aus dem heutigen Gemeindegebiet sind zahlreiche römische Grabsteine sowie einige römerzeitliche Grabhügel bekannt. Die alte Siedlung Zedernica, aus der das heutige Voitsberg entstand, könnte aus einem römischen Straßenstützpunkt oder Gutshof entstanden sein.
Während der Völkerwanderung verließen viele römische Siedler die Provinz Noricum und flüchteten nach Italien. Ab den Beginn des 7. Jahrhunderts drangen verschiedene slawische Stämme in die Alpentäler vor. Für die verbliebene provinzialrömische Bevölkerung stellten die Slawen jedoch vermutlich keine Bedrohung dar, sondern halfen ihnen wahrscheinlich den vorhandenen Siedlungsraum zum Beispiel durch Rodungen zu erweitern. Spuren der slawischen Besiedelung im Voitsberger Raum haben sich bis heute in Ortsnamen wie Lankowitz, Graden, Ligist und Lobming erhalten. In der Zeit um 800 kam es zu einem Zuzug von bayrischen Siedlern, welche sich zwischen der slawischen Bevölkerung niederließen. Voitsberg wurde Teil des bayrischen Herrschaftsgebietes Karantanien, dessen Machtmittelpunkt die Karnburg in Kärnten war. Von den in den Jahren zwischen 900 und 950 erfolgten Ungarneinfällen blieb das Voitsberger Umfeld großteils verschont, da die Höhenzüge und Wälder in dieser Region gute Rückzugsgebiete darstellten. König Otto I. bildete nach seinem Sieg gegen die Ungarn im Jahr 955 die verfallenen Marken des Heiligen Römischen Reiches neu, wodurch der gesamte heutige Bezirk Voitsberg zur Mark an der Mur kam.
Mittelalter
Am 13. April 1000 schenkte Kaiser Otto III. dem Adelsgeschlecht der Eppensteiner 100 Königshuben an Land in der nördlichen Weststeiermark; dazu gehörte auch ein Teil von Voitsberg. Wie aus einer auf das Jahr 1063 datierten Urkunde hervorgeht, gehörten alle im heutigen Voitsberg lebenden Einwohner zur geistlichen Obsorge des Pfarrers der weststeirischen Mutterpfarre Piber. Dies änderte sich noch im 11. Jahrhundert, als am Tregistbach, beim Stadelhof Zedernitza, die Margarethenkirche errichtet wurde. Die Eppensteiner schenkten im Jahr 1103 dem von ihnen gegründeten Stift St. Lambrecht gut die Hälfte ihres Besitzes im Bezirk, darunter auch das Voitsberger Land. Der steirische Landesherr Ottokar IV. beauftragte Konrad von Kinnberg 1164 mit der Gründung der späteren Burg Obervoitsberg zur Überwachung und möglichen Sperrung der Straße zwischen Graz und Judenburg, auf Stiftsgrund oberhalb der Kainachenge ohne Zustimmung von St. Lambrecht. Gottfried von Dürnstein, ein Dienstmann des Stiftes St. Lambrecht, wird 1173 als erster Burgvogt genannt. Das Stift St. Lambrecht erhielt als Ausgleich für die widerrechtlich erbaute Burg von Kaiser Friedrich I. am 3. März 1170 die Bewilligung in Köflach einen Markt zu errichten. Das Stift versuchte dadurch ein Gegengewicht zum neuen Herrschaftssitz Voitsberg zu schaffen.
Voitsberg wird erstmals 1220 als Civitas bezeichnet, nachdem sich die Siedlung ab 1165 unter der Burg entwickelte und bereits 1196 Marktcharakter hatte.
Im Jahre 1358 sind erstmals Juden nachweisbar, jedoch mussten sie 1497, wegen des Vertreibungsbefehls für alle Juden der Steiermark, den Ort verlassen. → Siehe: Geschichte der Juden in der Steiermark

### Bevölkerungsentwicklung
Bei der letzten von der Statistik Austria durchgeführten Erhebung zum Bevölkerungsstand und -struktur am 1. Jänner 2015 hatte Voitsberg 9437 Einwohner. Davon hatten 422 eine ausländische Staatsangehörigkeit, wovon 262 aus anderen EU-Staaten, dem Europäischen Wirtschaftsraum oder der Schweiz stammten. Der Ausländeranteil an der Stadtbevölkerung lag damit bei 4,5 Prozent. 48 Prozent der Bevölkerung waren männlichen, 52 Prozent weiblichen Geschlechts. 23,1 Prozent der Bewohner waren 65 Jahre oder älter, 12,2 Prozent unter 15 Jahren alt.

### Religionen
Der Großteil der Voitsberger Bevölkerung gehört dem christlichen Glauben an. Die römisch-katholische Kirche hat die größte Glaubensgemeinschaft in der Gemeinde und verfügt zur Ausübung des Glaubens über drei Kirchen, die Stadtpfarrkirche, die Michaelkirche und die Heiligenblutkirche sowie über einige kleine Kapellen, die über das Stadtgebiet verteilt sind. Die Pfarre Voitsberg wurde erstmals am 7. Jänner 1103 urkundlich erwähnt.
Neben der römisch-katholischen Kirche existiert auch eine Gemeinschaft der evangelischen Kirche A. B. in Voitsberg, welche mit der Gustav-Adolf-Kirche seit 1935 über eine eigene Kirche verfügt und deren Pfarrgemeinde sich über den gesamten Bezirk Voitsberg erstreckt. Eine Gemeinschaft der Siebenten-Tags-Adventisten besteht seit dem Dezember 1918 und eröffnete im Mai 1995 eine eigene Kirche.

## Politik

### Gemeinderat

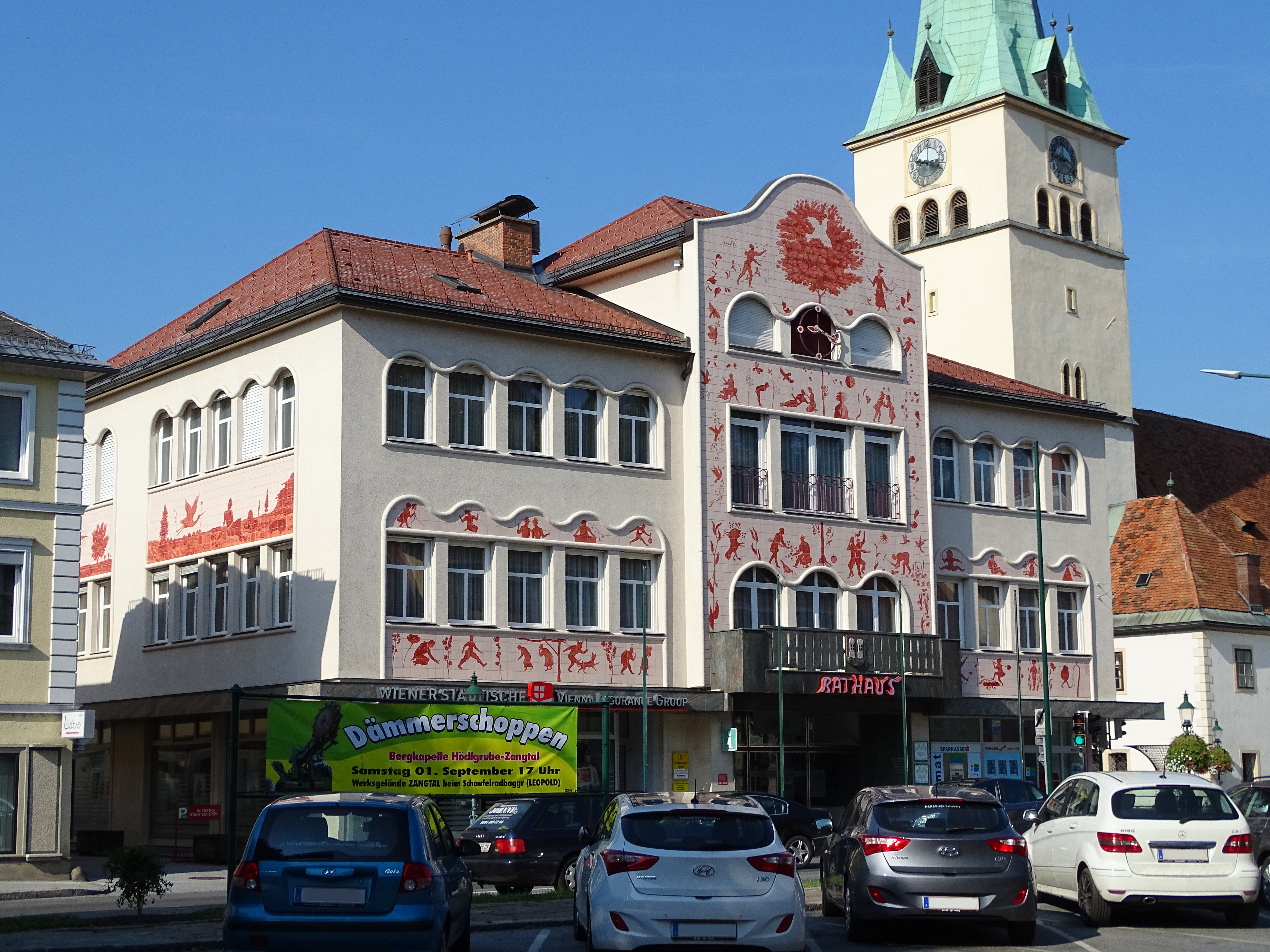
Rathaus in Voitsberg

Der Gemeinderat besteht aus 25 Mitgliedern.
- Mit den Gemeinderatswahlen in der Steiermark 2020 hatte der Gemeinderat folgende Verteilung: 15 SPÖ, 5 ÖVP, 3 FPÖ, 1 Die Grünen, 1 KPÖ.[31]
- Mit den Gemeinderatswahlen in der Steiermark 2025 hat der Gemeinderat folgende Verteilung: 14 SPÖ, 6 FPÖ, 4 ÖVP und 1 KPÖ.[30]

### Bürgermeister
Bürgermeister seit 1820
| Name                             | Amtszeit                        |
| -------------------------------- | ------------------------------- |
| Johann Edler von Reindl (Reiner) | 1820–1825                       |
| Anton Trexler                    | 1825–1830                       |
| Tobias Rottenbacher              | 1830–1848                       |
| Johann Pirker                    | 1848–1860                       |
| Johann Mayer                     | 1860–1865                       |
| Eduard Ludescher                 | 1865–1884                       |
| Konrad Rottenbacher              | 1884–1893                       |
| Rudolf Griß                      | 1893–1904                       |
| Josef Reichmann                  | 1904–1919                       |
| Peter Fripertinger               | 1919–1927                       |
| Hans Deutscher                   | 1927–1930                       |
| Hans Steiner                     | 1930–1934                       |
| Josef Reichmann                  | 1934–1935 (Regierungskommissär) |
| Anton Loeser                     | 1935–1938                       |
| Leopold Hofbauer                 | 1938–1941                       |
| Alfred Grabner                   | 1941–1945                       |
| Hans Blümel                      | 1945–1959                       |
| Stefan Fleischhacker             | 1959–1962                       |
| Hubert Kravcar                   | 1962–1991                       |
| Helmut Glaser                    | 1991–1997                       |
| Ernst Meixner                    | 1997 – Juni 2019                |
| Bernd Osprian                    | seit Juli 2019                  |

Im Februar 2019 kündigte Ernst Meixner seinen Rücktritt mit 30. Juni 2019 an. Zu seinem Nachfolger wurde am 1. Juli 2019 Bernd Osprian, der frühere Bürgermeister von Bärnbach, gewählt.

### Städtepartnerschaften
Partnerstädte von Voitsberg sind:
- San Martino Buon Albergo in Venetien (Italien), seit 1997
- Leschnitz in der Woiwodschaft Oppeln (Polen), seit 2000
- Hersbruck in Bayern (Deutschland)
- Kadarkút in der Region Südtransdanubien (Ungarn)
- Veliko Trojstvo (Kroatien)

## Kultur und Sehenswürdigkeiten

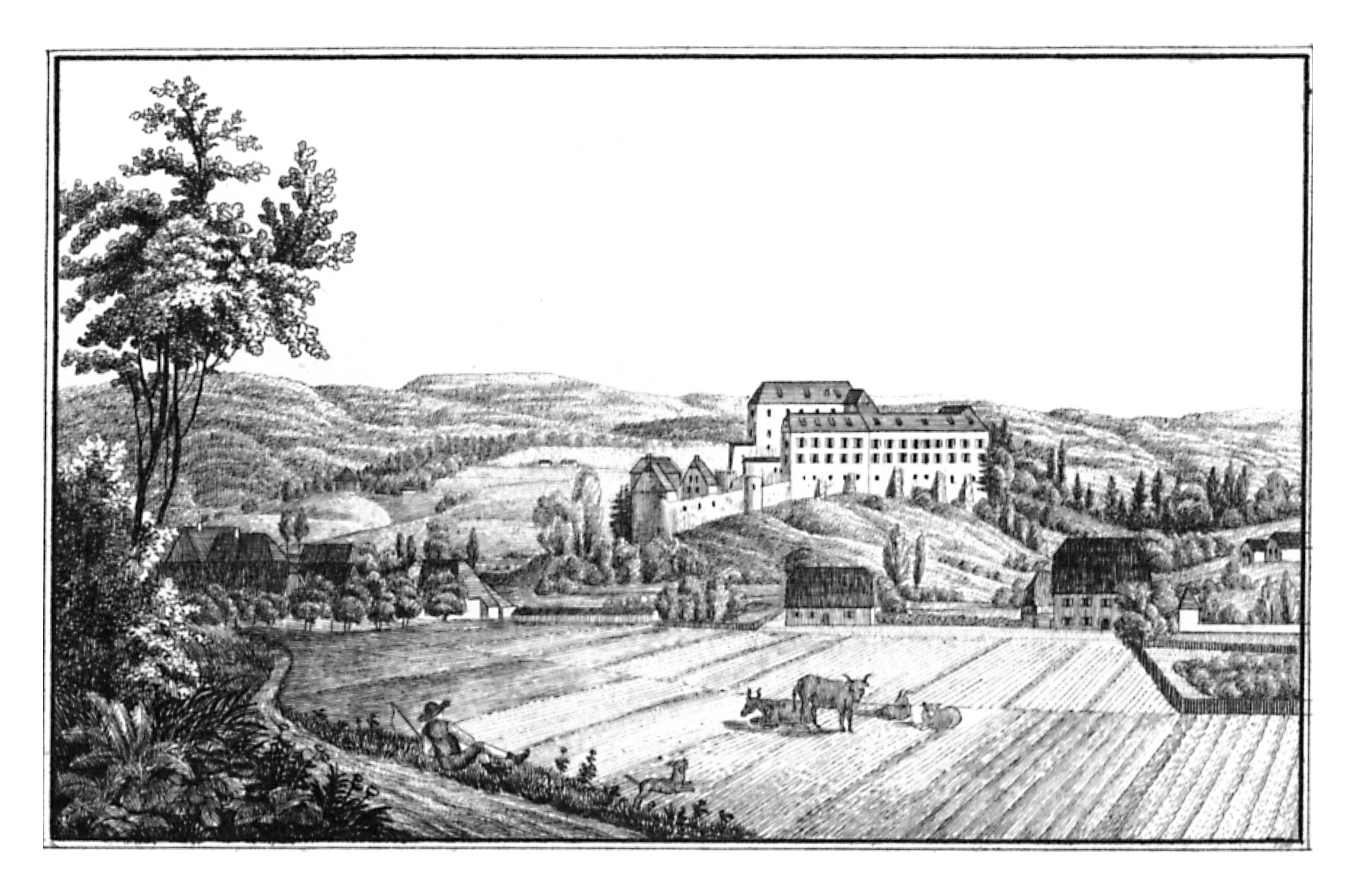
Schloss Greißenegg um 1830, Lith. Anstalt J.F. Kaiser, Graz

- Ein besonderer Anziehungspunkt ist das von Arik Brauer gestaltete „Kunsthaus Rathaus“.
- Der historische Stadtkern mit Bürgerhäusern, die Burgruine Obervoitsberg, in der jährlich die Burghofspiele Voitsberg stattfinden, das Burgrestaurant, die Burgruine Krems sowie das Naherholungszentrum Schlosspark-Grafenteich mit dem Schloss Greißenegg prägen das Stadtbild.
- Weitere Sehenswürdigkeiten: St. Josefskirche, Michaelikirche, Heiligenblutkirche, Dorfkapelle Maria Knotenlöserin Tregist (gestaltet von Franz Weiss), Historischer Stadtrundgang (erstellt von Ernst Lasnik).
- Beim Landesblumenschmuckbewerb Flora|19 erhielt Voitsberg als einer der 7 steirischen Städte eine Gesamtzahl von 5 Floras und zählt damit zu den Gewinnern des Bundeslandes.[37]

## Wirtschaft und Infrastruktur

### Verkehr

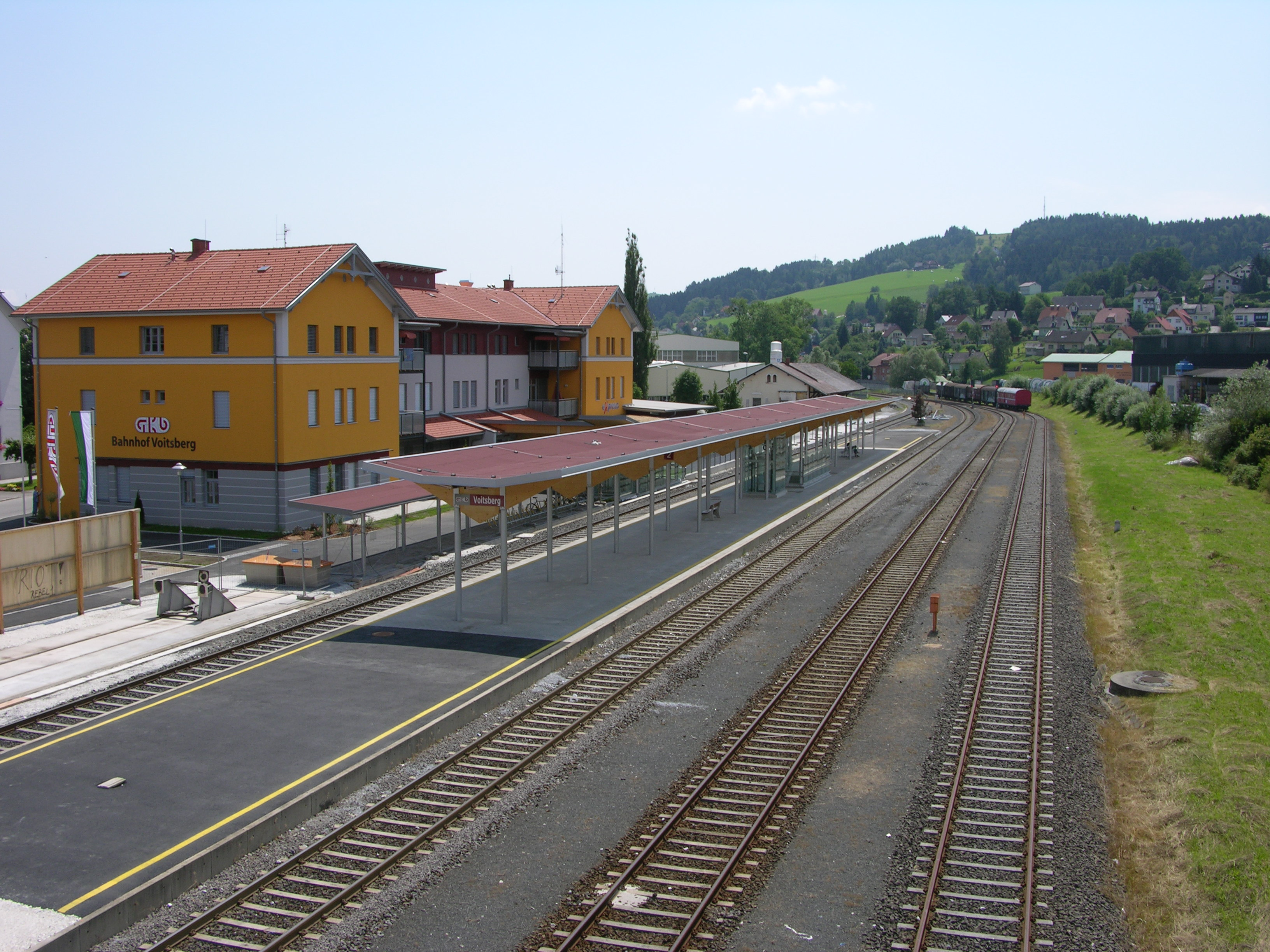
GKB-Bahnhof nach Totalumbau (2006)

Voitsberg ist regionales Wirtschaftszentrum mit überregionaler Bedeutung in den Alpe-Adria-Regionen und verkehrsmäßig gut erschlossen. Mit dem renovierten Bahnhof, in dem auch Gewerbebetriebe und Sozialeinrichtungen untergebracht sind, eine Anbindung an die von der Graz-Köflacher Eisenbahn betriebene Schnellbahnlinie . Voitsbergs Struktur ist ein Branchenmix von Klein- und Mittelbetrieben.

### Ansässige Unternehmen
Von 1850 bis 1983 befand sich in Voitsberg eine für die Region wirtschaftlich bedeutende Glasfabrik. Das stillgelegte Dampfkraftwerk Voitsberg wurde bis Ende 2015 abgerissen. Am 8. November 2015 sollte der noch verbliebene Teil des Bauwerks gesprengt werden. Die Sprengung wurde von Fachleuten der Lehrgruppe Sprengdienst des Österreichischen Bundesheeres durchgeführt. Für das Bundesheer war es die größte Bauwerkssprengung in der Zweiten Republik. Die Sprengung ging schief, der Turm an der Seite des Gebäudes wurde gesprengt, der Hauptteil blieb jedoch stehen. Am 20. Dezember 2015, 14:20 Uhr fiel das Gebäude durch Sprengung zur Gänze.
Der Maschinenbauer Holz-Her betreibt sein Produktionswerk in Voitsberg.

### Öffentliche Einrichtungen
Voitsberg ist Sitz des Bezirkspolizeikommandos Voitsberg mit angeschlossener Polizeiinspektion. Diese ist für die Gemeinden Voitsberg, Bärnbach, Kainach bei Voitsberg und Geistthal-Södingberg örtlich zuständig. Darüber hinaus befindet sich in der Stadt die Bezirksstelle des Rettungs- und Notarztdienstes des Roten Kreuzes für den gesamten Bezirk.

## Tourismus
Die Gemeinde bildet gemeinsam mit Köflach, Maria Lankowitz und Bärnbach den Tourismusverband „Lipizzanerheimat“. Dessen Sitz ist in Köflach.

## Persönlichkeiten

### Ehrenbürger und Ehrenringträger
- Friedrich Aduatz (1907–1994), Maler und Grafiker
- Egon Kapellari (* 1936), emeritierter österreichischer römisch-katholischer Bischof und Jurist
- Erich Linhardt (* 1956), langjähriger Pfarrer von Voitsberg, Generalvikar der Diözese Graz-Seckau
- Ernst Meixner (* 1954), Bürgermeister von Voitsberg von 1997 bis 2019

### Söhne und Töchter der Stadt
- Maurice Amreich (* 2004), Fußballspieler
- Marco Angelini (* 1984), Sänger und Arzt
- René Aufhauser (* 1976), Fußballspieler und ÖFB-Teamspieler
- Bernd Bernsteiner (* 1980), Fußballspieler
- Paul Bratschko (* 2005), Fußballspieler
- Kevin Danso (* 1998), Fußballspieler
- Veronika Dreier (* 1954), Grafikdesignerin, Performance-, Medien- und Objektkünstlerin
- Jasmine Dum-Tragut (* 1965), Armenologin
- Bernhard Eisel (* 1981), Radsportler
- René Eisner (* 1975), FIFA-Fußballschiedsrichter
- Iris Fink (* 1966), Autorin, Leiterin des Österreichischen Kabarettarchivs
- Hans Guggi (* 1959), Politiker
- Felix Hafner (* 1992), Theaterregisseur
- Michaela Halper (* 1974), Politikerin
- Natalie Holzner (* 1992), Sängerin
- Markus Hiden (* 1978), Fußballspieler
- Susanna Höller (* 1989), Fußballspielerin
- Wilhelm Huberts (1938–2022), Fußball- und ÖFB-Teamspieler
- Günther Hütl (* 1950), Beamter, Politiker und Abgeordneter zum Nationalrat
- Paul Wuthe (* 1968), Chefredakteur der Kathpress
- Stephan Jandl (* 1988), Handballnationalspieler
- Andreas Lasnik (* 1983), Fußballspieler (österreichischer Meister 2006 mit Austria Wien) und ehemaliger ÖFB-Teamspieler
- Ernst Reinhold Lasnik (* 1950), Autor und Historiker
- Friedrich Magerl (1931–2020), Chirurg
- Julia Magerl (* 2003), Fußballspielerin
- Vanessa Magg (* 1997), Handballspielerin
- Thomas Murg (* 1994), Fußballspieler (österreichischer Meister 2013 mit Austria Wien)
- Herbert Ninaus (1937–2015), österreichisch-australischer Fußball-Nationalspieler und -trainer
- Max Pietsch (1902–1976), Wirtschaftswissenschaftler und Soziologe
- Martin Max Prugmair (Wirkungsdaten 1687), Physicus der Stände der Steyermark zu Graz und Mitglied der Gelehrtenakademie „Leopoldina“
- Ilse Reinprecht (* 1953), Bibliothekarin, Politikerin und Abgeordnete zum Steiermärkischen Landtag
- Josef A. Riemer (* 1950), Politiker
- Ludwig Rochlitzer (1880–1945), Komponist
- Alfred Schlosser (1929–2023), Bildhauer
- Franz Nono Schreiner (* 1948), Komponist und Schriftsteller
- Sepp Stering (* 1949), ehemaliger Fußball- und ÖFB-Teamspieler
- Gerald Strafner (* 1973), Fußballspieler
- Albert Vallci (* 1995), Fußballspieler
- Franz Weber (* 1945), im Ortsteil Tregist geborener römisch-katholischer Theologe
- Thomas Weber (* 1980), Reporter und Fernsehmoderator
- Paul Wuthe (* 1968), Chefredakteur der katholischen Nachrichtenagentur Kathpress
- Sieglinde Zach (* 1949), Politikerin
- Franz Zejdlik (1906–1978), Brigadier